# Beetzendorf
Beetzendorf es un municipio situado en el distrito de Altmark-Salzwedel, en el estado federado de Sajonia-Anhalt (Alemania), a una altitud de 35 metros. Su población a finales de 2015 era de unos 3200 habitantes y su densidad poblacional, 33 hab/km².
El filólogo Frederick Klaeber (1863-1954) nació en esta localidad.